# Schulhaus Egenhofen

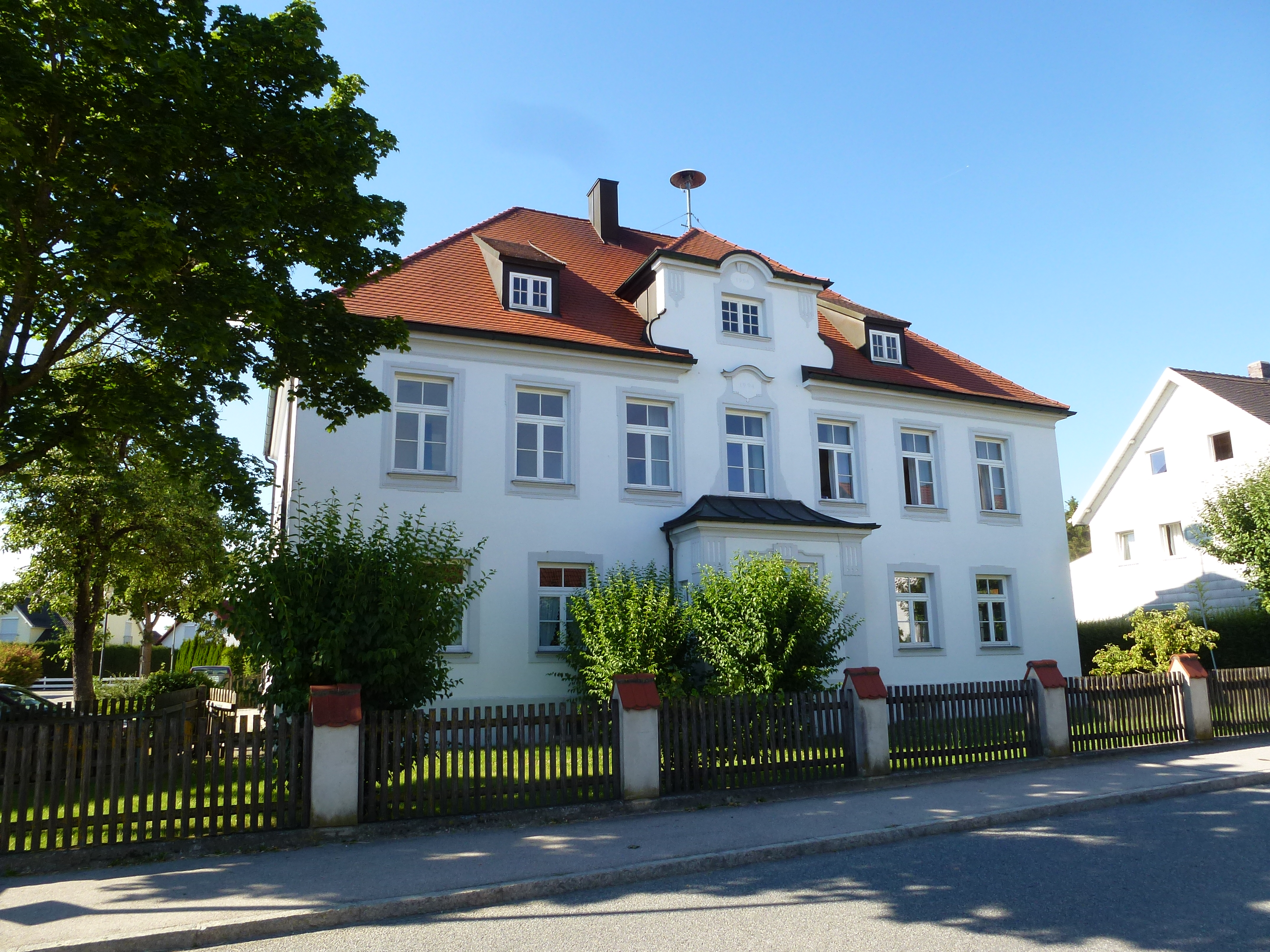
Schulhaus in Egenhofen

Das Schulhaus in Egenhofen, einer oberbayerischen Gemeinde im Landkreis Fürstenfeldbruck, wurde 1904 errichtet. Das ehemalige Schulgebäude an der Bürgermeister-Schräfl-Straße 2 ist ein geschütztes Baudenkmal.
Der zweigeschossige neoklassizistische Walmdachbau mit Zwerchgiebel wird heute von der Freiwilligen Feuerwehr Egenhofen genutzt.